# Oranie (rejon włodzimierski)
Oranie (ukr. Орані) – wieś na Ukrainie na terenie rejonu włodzimierskiego w obwodzie wołyńskim, liczy 19 mieszkańców.